# Flemming Hansen (homme politique)
Pour les articles homonymes, voir Flemming Hansen (homonymie) et Hansen.
Flemming Hansen, né le 9 août 1939 à Copenhague et mort le 30 avril 2021, est un homme politique danois, membre du Parti populaire conservateur.

## Biographie
Député au Folketing depuis le 10 janvier 1984, il a été nommé ministre de la Circulation le 27 novembre 2001 dans le premier cabinet du libéral Anders Fogh Rasmussen. À partir du 18 juin 2002, il cumule ce poste avec le ministère de la Coopération nordique. Il échange ce dernier contre le portefeuille nouvellement créé de l'Énergie le 18 février 2005, au moment de la formation du deuxième cabinet Fogh Rasmussen.
Il quitte le gouvernement le 12 septembre 2007, deux mois tout juste avant les législatives anticipées, et se voit remplacé par Jakob Axel Nielsen.
Par ailleurs, Flemming Hansen possède trois magasins de chaussures, à Vejle, Fredericia et Horsens.